# Mezőcsát (distrikt)
Mezőcsát är ett distrikt i Ungern. Det ligger i provinsen Borsod-Abaúj-Zemplén, i den nordöstra delen av landet, 140 km öster om huvudstaden Budapest.